# Jean Taillandier
Jean Taillandier (* 22. Januar 1938 in Auzances) ist ein ehemaliger französischer Fußballtorwart.

## Karriere

### Vereine
Taillandier begann 15-jährig beim ES Charron-Auzances, einem in seinem Geburtsort ansässigen Verein, mit dem Fußballspielen.
Zwei Jahre später gehörte er bereits dem französischen Erstligisten RC Paris an. In seiner Premierensaison im Seniorenbereich kam er 1955/56 zu einem Saisonspiel. In der Folgesaison bestritt er bereits 30 von 34 Punktspielen; diese Anzahl erreichte er auch noch einmal am Saisonende 1960/61 und erzielte mit seiner Mannschaft wie auch in der Folgesaison mit dem zweiten Platz das beste Ergebnis in der Meisterschaft. In einem Teilnehmerfeld von 18 Mannschaften belegte er mit seiner Mannschaft am Saisonende 1963/64 den 16. Platz und musste zur Entscheidung über Klassenverbleib oder Abstieg in die Relegationsrunde, mit Platz 3 stieg seine Mannschaft in die Division 2 ab. Bis dahin hatte er 153 Punktspiele und 17 Pokalspiele für seinen Verein bestritten. Auf internationaler Vereinsebene kam er erstmals in der zweiten Ausspielung des International Football Cup, auch als Rappan-Pokal geläufig, zum Einsatz. Er bestritt vom 26. Mai bis 23. Juni 1962 die ersten fünf von sechs Spielen der Gruppe A1 und belegte Platz 2 hinter TJ Slovnaft Bratislava. Im Wettbewerb um den Messestädte-Pokal in den beiden Erstrundenspielen 1963/64 gegen den SK Rapid Wien, die jeweils mit 0:1 und 2:3 verloren wurden, zum Einsatz.
Von 1964 bis 1968 wirkte er in 110 Punktspielen für den Erstligisten RC Lens mit, der am Ende mit Platz 17 von 20 Mannschaften die anschließende Relegationsrunde nicht überstand und absteigen musste. Mit dem Verein gewann er die letzte Ausspielung des Wettbewerbs um den Coupe Charles Drago – Girondins Bordeaux wurde in Lens mit 4:0 bezwungen. In der Saison 1968/69 fand er beim Zweitligisten AS Cannes in neun von 40 Saisonspielen Berücksichtigung.
Zum Abschluss seiner Karriere kam er im Zeitraum von 1969 bis 1975 für drei unterklassige Vereine zum Einsatz, bevor er diese 37-jährig beendete.

### Nationalmannschaft
Im Jahr 1960 spielte er dreimal für die A-Nationalmannschaft, wobei er am 28. September in Warschau beim 2:2-Unentschieden gegen die Nationalmannschaft Polens debütierte und am 30. Oktober im Råsundastadion bei der 0:1-Niederlage gegen die Nationalmannschaft Schwedens ein weiteres Freundschaftsspiel bestritt. Seinen sportlichen Höhepunkt als Nationaltorhüter erlebte er am 9. Juli 1960 im Stade Vélodrome von Marseille mit dem Bestreiten des Spiels um Platz 3 im Turnier der Europameisterschaft 1960.

## Erfolge
- Vierter der Europameisterschaft 1960
- Zweiter der Meisterschaft 1961, 1962
- Coupe Charles Drago-Sieger 1965